# Odwrotny paradoks hazardzisty
Odwrotny paradoks hazardzisty – błąd logiczny, polegający na przekonaniu, że pewne bardzo nieprawdopodobne zdarzenie wymaga uprzednio bardzo dużej liczby prób. Przykładem takiego rozumowania jest następujące stwierdzenie:
Nie mam szans wygrać na tym automacie, bo dopiero został włączony i to jest pierwsza gra dziś, a jak wiadomo wygranie tutaj czegokolwiek jest bardzo mało prawdopodobne, więc potrzeba wielu gier, żeby coś wygrać.
Popełniany błąd polega na złym rozumieniu koncepcji prawdopodobieństwa. O ile automat jest uczciwy, wygranie za każdym konkretnym razem jest równie prawdopodobne.
Osoby popełniające ten błąd często rozumują w sposób następujący – szansa na to, że w wielu próbach wygram jakąkolwiek nagrodę, jest znacznie większa niż to, że wygram ją w jednej próbie. Błąd polega na tym, że takie rozumowanie jest poprawne wyłącznie dla ciągu rozgrywek. Prawdopodobieństwo wygrania na automacie w n-tej próbie pod warunkiem, że na danym automacie w n-1 próbach nic nie wygraliśmy jest takie samo, jak prawdopodobieństwo wygrania na tym automacie w jednej, a zatem także w pierwszej próbie.
Ten błąd można przypisać również zmieszaniu pojęć prawdopodobieństwa wygranej w danej grze oraz prawdopodobieństwa wpłaty w danej grze, które zwykle są różne. Rozumowanie
Nie mam szans wygrać dużo na tym automacie, bo dopiero został włączony i to jest pierwsza gra dziś, a jak wiadomo wygranie tutaj czegokolwiek jest bardzo mało prawdopodobne, więc potrzeba wielu gier, żeby wygrać coś znaczącego.
odnosi się do właśnie do spodziewanej wypłaty, czyli wartości oczekiwanej wygranej. Jeśli gra na automacie obejmuje tzw. „rozbicie banku”, czyli wypłacenie całości zgromadzonych dotychczas środków z danego dnia, to można poprawnie zakładać, że zawiera on ich więcej pod koniec dnia, niż na jego początku, zatem potencjalna wypłata z danej gry może być wyższa (przy czym szanse wygranej nadal pozostają takie same dla każdej gier, przy założeniu uczciwoścu automatu jak wyżej).